# Concursul Muzical Eurovision 2008
Concursul Muzical Eurovision 2008 a fost cea de-a 53-a ediție a Eurovisionului și a fost găzduită de Serbia în Arena Belgrad. Cele două semifinale au avut loc pe 20 mai 2008 și pe 22 mai 2008, iar marea finală – pe 24 mai 2008. Dima Bilan, reprezentantul Rusiei, a câștigat ediția din acest an cu cântecul „Believe”, acumulând 272 de puncte.

## Rezultate

### Semifinale

#### Prima semifinală (20 mai)
| #  | Țară                  | Cântec                   | Artist                            | Locul | Puncte |
| 01 | Muntenegru            | Zauvijek Volim Te        | Stefan Filipović                  | 14    | 23     |
| 02 | Israel                | The Fire in Your Eyes    | Bo'az Ma'uda                      | 5     | 104    |
| 03 | Estonia               | Leto svet                | Kreisiraadio                      | 18    | 8      |
| 04 | Republica Moldova     | Century of Love          | Geta Burlacu                      | 12    | 36     |
| 05 | San Marino            | Complice                 | Miodio                            | 19    | 5      |
| 06 | Belgia                | O Julissi                | Ishtar                            | 17    | 16     |
| 07 | Azerbaidjan           | Day After Day            | Elnur Hüseynov și Samir Cavadzadə | 6     | 96     |
| 08 | Slovenia              | Vrag naj vzame           | Rebeka Dremelj                    | 11    | 36     |
| 09 | Norvegia              | Hold On Be Strong        | Maria Haukaas Storeng             | 4     | 106    |
| 10 | Polonia               | For Life (Isis Gee song) | Isis Gee                          | 10    | 42     |
| 11 | Irlanda               | Irelande Douze Pointe    | Dustin the Turkey                 | 15    | 22     |
| 12 | Andorra               | Casanova (Gisela song)   | Gisela                            | 16    | 22     |
| 13 | Bosnia și Herțegovina | Pokušaj                  | Laka                              | 9     | 72     |
| 14 | Armenia               | Qele Qele                | Sirusho                           | 2     | 139    |
| 15 | Țările de Jos         | Your Heart Belongs To Me | Hind Laroussi                     | 13    | 27     |
| 16 | Finlanda              | Missä miehet ratsastaa   | Teräsbetoni                       | 8     | 79     |
| 17 | România               | Pe-o margine de lume     | Nico și Vlad Miriță               | 7     | 94     |
| 18 | Rusia                 | Believe                  | Dima Bilan                        | 3     | 135    |
| 19 | Grecia                | Secret Combination       | Kalomoira                         | 1     | 156    |

Țările care s-au calificat în finală în urma televotingului au fost:
- Grecia
- Armenia
- Rusia
- Norvegia
- Israel
- Azerbaidjan
- România
- Finlanda
- Bosnia și Herțegovina

Juriul a ales ca Polonia să fie a 10-a intrare în finală.

#### A doua semifinală (22 mai)
| #  | Țară                | Artist                     | Cântec                                | Locul | Puncte |
| 01 | Islanda             | Euroband                   | This Is My Life                       | 8     | 68     |
| 02 | Suedia              | Charlotte Perrelli         | Hero                                  | 12    | 54     |
| 03 | Turcia              | Mor ve Ötesi               | Deli                                  | 7     | 85     |
| 04 | Ucraina             | Ani Lorak                  | Shady Lady                            | 1     | 152    |
| 05 | Lituania            | Jerominas Milius           | Nomads in the Night                   | 16    | 30     |
| 06 | Albania             | Olta Boka                  | Zemrën lamë peng                      | 9     | 67     |
| 07 | Elveția             | Paolo Meneguzzi            | Era Stupendo                          | 13    | 47     |
| 08 | Cehia               | Tereza Kerndlová           | Have Some Fun                         | 18    | 9      |
| 09 | Belarus             | Ruslan Alehno              | Hasta La Vista                        | 17    | 27     |
| 10 | Letonia             | Pirates of the Sea         | Wolves of the Sea                     | 6     | 86     |
| 11 | Croația             | Kraljevi Ulice și 75 Cents | Romanca                               | 4     | 112    |
| 12 | Bulgaria            | Deep Zone & Balthazar      | DJ, Take Me Away                      | 11    | 56     |
| 13 | Danemarca           | Simon Mathew               | All Night Long                        | 3     | 112    |
| 14 | Georgia             | Diana Gurțcaia             | Peace Will Come                       | 5     | 107    |
| 15 | Ungaria             | Csézy                      | Candlelight                           | 19    | 6      |
| 16 | Malta               | Morena                     | Vodka                                 | 14    | 38     |
| 17 | Cipru               | Evdokia Kadi               | Femme Fatale                          | 15    | 36     |
| 18 | Republica Macedonia | Tamara, Vrčak & Adrian     | Vo Ime Na Ljubovta ( Let Me Love You) | 10    | 64     |
| 19 | Portugalia          | Vânia Fernandes            | Senhora do mar                        | 2     | 120    |

Țările care s-au calificat în urma televotingului au fost:
- Ucraina
- Portugalia
- Danemarca
- Croația
- Georgia
- Letonia
- Turcia
- Islanda
- Albania

Juriul a decis ca Suedia să fie cea de-a 10-a finalistă.

##### Punctaj pe țări
|              |            | Rezultatele televotingului | Rezultatele televotingului | Rezultatele televotingului | Rezultatele televotingului | Rezultatele televotingului | Rezultatele televotingului | Rezultatele televotingului | Rezultatele televotingului | Rezultatele televotingului | Rezultatele televotingului | Rezultatele televotingului | Rezultatele televotingului | Rezultatele televotingului | Rezultatele televotingului | Rezultatele televotingului | Rezultatele televotingului | Rezultatele televotingului | Rezultatele televotingului | Rezultatele televotingului | Rezultatele televotingului | Rezultatele televotingului | Rezultatele televotingului | Rezultatele televotingului |
| Total        | IS         | SE                         | TR                         | UA                         | LT                         | AL                         | SE                         | CZ                         | BY                         | LV                         | HR                         | BG                         | DK                         | GE                         | HU                         | MT                         | CY                         | MK                         | PT                         | FR                         | RS                         | UK                         |                            |                            |
| ------------ | ---------- | -------------------------- | -------------------------- | -------------------------- | -------------------------- | -------------------------- | -------------------------- | -------------------------- | -------------------------- | -------------------------- | -------------------------- | -------------------------- | -------------------------- | -------------------------- | -------------------------- | -------------------------- | -------------------------- | -------------------------- | -------------------------- | -------------------------- | -------------------------- | -------------------------- | -------------------------- | -------------------------- |
| Participanți | Islanda    | 68                         |                            | 10                         | 3                          | 1                          | 2                          | 5                          | 4                          | 0                          | 1                          | 2                          | 0                          | 0                          | 10                         | 0                          | 7                          | 5                          | 1                          | 0                          | 5                          | 8                          | 0                          | 4                          |
| Participanți | Suedia     | 54                         | 8                          |                            | 2                          | 0                          | 3                          | 1                          | 3                          | 0                          | 0                          | 0                          | 0                          | 0                          | 12                         | 0                          | 1                          | 7                          | 4                          | 0                          | 3                          | 1                          | 3                          | 6                          |
| Participanți | Turcia     | 85                         | 0                          | 6                          |                            | 5                          | 0                          | 12                         | 7                          | 0                          | 3                          | 0                          | 0                          | 7                          | 8                          | 5                          | 4                          | 0                          | 0                          | 8                          | 0                          | 10                         | 0                          | 10                         |
| Participanți | Ucraina    | 152                        | 6                          | 3                          | 12                         |                            | 7                          | 0                          | 1                          | 12                         | 12                         | 6                          | 7                          | 12                         | 7                          | 12                         | 8                          | 8                          | 10                         | 6                          | 12                         | 3                          | 8                          | 0                          |
| Participanți | Lituania   | 30                         | 0                          | 0                          | 0                          | 0                          |                            | 0                          | 0                          | 0                          | 0                          | 12                         | 0                          | 0                          | 0                          | 10                         | 0                          | 0                          | 0                          | 0                          | 0                          | 0                          | 0                          | 8                          |
| Participanți | Albania    | 67                         | 1                          | 7                          | 8                          | 3                          | 0                          |                            | 10                         | 1                          | 5                          | 0                          | 10                         | 0                          | 0                          | 0                          | 0                          | 0                          | 0                          | 12                         | 2                          | 5                          | 0                          | 3                          |
| Participanți | Suedia     | 47                         | 0                          | 0                          | 0                          | 0                          | 0                          | 10                         |                            | 0                          | 0                          | 0                          | 5                          | 0                          | 5                          | 0                          | 0                          | 12                         | 7                          | 1                          | 0                          | 7                          | 0                          | 0                          |
| Participanți | Cehia      | 9                          | 0                          | 0                          | 1                          | 0                          | 0                          | 0                          | 0                          |                            | 0                          | 0                          | 2                          | 0                          | 0                          | 0                          | 0                          | 1                          | 0                          | 5                          | 0                          | 0                          | 0                          | 0                          |
| Participanți | Belarus    | 27                         | 0                          | 0                          | 0                          | 10                         | 6                          | 0                          | 0                          | 0                          |                            | 5                          | 0                          | 0                          | 0                          | 4                          | 0                          | 0                          | 2                          | 0                          | 0                          | 0                          | 0                          | 0                          |
| Participanți | Letonia    | 86                         | 7                          | 8                          | 0                          | 2                          | 12                         | 0                          | 0                          | 5                          | 6                          |                            | 6                          | 1                          | 6                          | 6                          | 0                          | 6                          | 0                          | 4                          | 10                         | 0                          | 2                          | 5                          |
| Participanți | Croatia    | 112                        | 4                          | 4                          | 5                          | 7                          | 5                          | 3                          | 6                          | 3                          | 7                          | 7                          |                            | 6                          | 3                          | 8                          | 10                         | 0                          | 6                          | 10                         | 6                          | 2                          | 10                         | 0                          |
| Participanți | Bulgaria   | 56                         | 5                          | 0                          | 6                          | 6                          | 1                          | 0                          | 0                          | 2                          | 2                          | 1                          | 1                          |                            | 0                          | 0                          | 3                          | 2                          | 8                          | 7                          | 1                          | 6                          | 5                          | 0                          |
| Participanți | Danemarca  | 112                        | 12                         | 12                         | 0                          | 4                          | 8                          | 4                          | 5                          | 10                         | 4                          | 8                          | 3                          | 2                          |                            | 3                          | 12                         | 4                          | 5                          | 3                          | 8                          | 4                          | 0                          | 1                          |
| Participanți | Georgia    | 107                        | 2                          | 1                          | 10                         | 12                         | 10                         | 0                          | 0                          | 8                          | 10                         | 10                         | 0                          | 4                          | 0                          |                            | 2                          | 10                         | 12                         | 2                          | 7                          | 0                          | 7                          | 0                          |
| Participanți | Ungaria    | 6                          | 0                          | 0                          | 0                          | 0                          | 0                          | 0                          | 0                          | 0                          | 0                          | 0                          | 0                          | 0                          | 1                          | 1                          |                            | 0                          | 0                          | 0                          | 0                          | 0                          | 4                          | 0                          |
| Participanți | Malta      | 38                         | 3                          | 0                          | 0                          | 0                          | 0                          | 8                          | 0                          | 6                          | 0                          | 4                          | 4                          | 3                          | 4                          | 0                          | 0                          |                            | 0                          | 0                          | 4                          | 0                          | 0                          | 2                          |
| Participanți | Cipru      | 36                         | 0                          | 0                          | 4                          | 0                          | 0                          | 2                          | 2                          | 0                          | 0                          | 0                          | 0                          | 8                          | 0                          | 2                          | 5                          | 0                          |                            | 0                          | 0                          | 0                          | 1                          | 12                         |
| Participanți | Macedonia  | 64                         | 0                          | 2                          | 7                          | 0                          | 0                          | 7                          | 8                          | 4                          | 0                          | 0                          | 12                         | 10                         | 2                          | 0                          | 0                          | 0                          | 0                          |                            | 0                          | 0                          | 12                         | 0                          |
| Participanți | Portugalia | 120                        | 10                         | 5                          | 0                          | 8                          | 4                          | 6                          | 12                         | 7                          | 8                          | 3                          | 8                          | 5                          | 0                          | 7                          | 6                          | 3                          | 3                          | 0                          |                            | 12                         | 6                          | 7                          |

* Țările marcate cu portocaliu au mers în finală în urma televotingului, iar cele marcate cu galben au mers în finală în urma votului juriului

### Finala (24 mai)
Finalistele au fost:
- Țările finanțatoare - Franța, Germania, Spania și Marea Britanie
- Țara-gazdă - Serbia
- Cele 20 de țări calificate în urma semifinalelor

Câștigător a fost Dima Bilan, reprezentantul Rusiei.

#### Punctaj
| #  | Țara                  | Limba cântecului  | Interpret                         | Cântec                          | Traducere în română        | Loc | Puncte |
| -- | --------------------- | ----------------- | --------------------------------- | ------------------------------- | -------------------------- | --- | ------ |
| 01 | România               | italiană, română  | Nico și Vlad Miriță               | „Pe-o margine de lume”          | —                          | 20  | 45     |
| 02 | Regatul Unit          | engleză           | Andy Abraham                      | „Even If”                       | Chiar dacă                 | 25  | 14     |
| 03 | Albania               | albaneză          | Olta Boka                         | „Zemrën e lamë peng”            | Ne punem inimile în joc    | 17  | 55     |
| 04 | Germania              | engleză           | No Angels                         | „Disappear”                     | Dispari                    | 23  | 14     |
| 05 | Armenia               | armeană, engleză  | Sirusho                           | „Qélé Qélé”                     | Haide, haide               | 4   | 199    |
| 06 | Bosnia și Herțegovina | bosniacă          | Elvir Laković Laka                | „Pokušaj”                       | Încearcă                   | 10  | 110    |
| 07 | Israel                | ebraică, engleză  | Bo'az Ma'uda                      | „Fire in Your Eyes”             | Focul din ochii tăi        | 9   | 124    |
| 08 | Finlanda              | finlandeză        | Teräsbetoni                       | „Missä miehet ratsastaa”        | Unde bărbații conduc       | 22  | 35     |
| 09 | Croația               | croată            | Kraljevi Ulice și 75 cents        | „Romanca”                       | Romanța                    | 21  | 44     |
| 10 | Polonia               | engleză           | Isis Gee                          | „For Life”                      | Pe viață                   | 24  | 14     |
| 11 | Islanda               | engleză           | Euroband                          | „This Is My Life”               | Asta e viața mea           | 14  | 64     |
| 12 | Turcia                | turcă             | Mor ve Ötesi                      | „Deli”                          | Nebun                      | 7   | 138    |
| 13 | Portugalia            | portugheză        | Vânia Fernandes                   | „Senhora do mar (Negras águas)” | Doamna mărilor (Ape negre) | 13  | 69     |
| 14 | Letonia               | engleză           | Pirates of the Sea                | „Wolves of the Sea”             | Lupii mărilor              | 12  | 83     |
| 15 | Suedia                | engleză           | Charlotte Perrelli                | „Hero”                          | Erou                       | 18  | 47     |
| 16 | Danemarca             | engleză           | Simon Mathew                      | „All Night Long”                | Toată noaptea              | 15  | 60     |
| 17 | Georgia               | engleză           | Diana Gurțcaia                    | „Peace Will Come”               | Pacea va veni              | 11  | 83     |
| 18 | Ucraina               | engleză           | Ani Lorak                         | „Shady Lady”                    | Femeia din umbră           | 2   | 230    |
| 19 | Franța                | engleză, franceză | Sébastien Tellier                 | „Divine”                        | Divin                      | 19  | 47     |
| 20 | Azerbaidjan           | engleză           | Elnur Hüseynov și Samir Cavadzadə | „Day After Day”                 | Zi după zi                 | 8   | 132    |
| 21 | Grecia                | engleză           | Kalomira                          | „Secret Combination”            | Combinația secretă         | 3   | 218    |
| 22 | Spania                | engleză, spaniolă | Rodolfo Chikilicuatre             | „Baila el Chiki Chiki”          | Dansează Chiki Chiki       | 16  | 55     |
| 23 | Serbia                | sârbă             | Jelena Tomašević feat. Bora Dugić | „Oro”                           | Hora                       | 6   | 160    |
| 24 | Rusia                 | engleză           | Dima Bilan                        | „Believe”                       | Crede                      | 1   | 272    |
| 25 | Norvegia              | engleză           | Maria Haukaas Storeng             | „Hold On Be Strong”             | Rezistă, fii tare          | 5   | 182    |

## Hartă
| 1 | 2 | 3 | 4 | 5 | 6 | 7 | 8 | 9 | 10 | 11 | 12 | 13 | 14 | 15 | 16 | 17 | 18 | 19 | 20 | 21 | 22 | 23 | 24 | 25 |

     Țări care nu au trecut de semifinală
     Țări neparticipante
     Țări care nu au voie să participe